# Dimetylotryptamina
Dimetylotryptamina, DMT – organiczny związek chemiczny, dwumetylowa pochodna tryptaminy, psychodeliczna substancja psychoaktywna. DMT występuje w małych ilościach w ludzkim organizmie. W temperaturze pokojowej DMT jest białym lub żółtawym krystalicznym proszkiem. DMT zostało otrzymane po raz pierwszy w roku 1931.
DMT występuje w naturze w wielu gatunkach roślin, zwykle razem z 5-MeO-DMT i bufoteniną. Rośliny zawierające DMT są powszechnie używane przez południowoamerykańskie plemiona indiańskie. Dimetylotryptamina zwykle jest głównym składnikiem napoju ayahuasca. DMT jest głównym alkaloidem wielu roślin, między innymi Mimosa hostilis, Diplopterys cabrerana, i Psychotria viridis. DMT jest także pobocznym alkaloidem tabaki robionej z kory Viroli, której głównym alkaloidem jest 5-MeO-DMT. Występuje ono także w roślinach Anadenanthera peregrina i Anadenanthera colubrina, z których otrzymuje się tabakę Yopo i Vilca, w których głównym alkaloidem jest bufotenina.
Dimetylotryptamina zażywana doustnie jest nieaktywna, dopóki nie zostanie przyjęta łącznie z inhibitorem monoaminooksydazy (MAOi) jak na przykład harmalina. Bez MAOI organizm szybko metabolizuje DMT i efekt psychoaktywny nie występuje. Inne drogi podania (iniekcyjnie lub donosowo) powodują pełny efekt psychodeliczny i enteogeniczny, który utrzymuje się przez krótki czas.

## Biosynteza

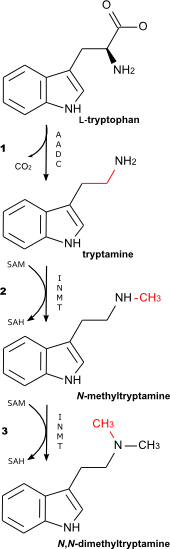
Biosynteza N,N-dimetylotryptaminy

Dimetylotryptamina jest alkaloidem indolowym. Jej biosynteza rozpoczyna się od dekarboksylacji tryptofanu przez enzym dekarboksylazę aromatycznych L-aminokwasów (AADC; etap 1 na schemacie obok). Powstała tryptamina jest metylowana przez S-adenozylometioninę (SAM) do N-metylotryptaminy (NMT) przy udziale N-metylotransferazy tryptaminowej (INMT; etap 2). NMT ulega powtórnej metylacji (z udziałem tych samych reagentów; etap 3) do ostatecznego produktu, N,N-dimetylotryptaminy. Proces metylacji tryptaminy regulowany jest przez produkty reakcji: S-adenozylo-L-homocysteinę (SAH) i DMT, które w eksperymentach ex vivo są bardzo silnymi inhibitorami aktywności króliczej INMT.
Powyższy mechanizm został potwierdzony przez prześledzenie losów grupy metylowej S-adenozylometioniny znakowanej węglem-14 (14C-CH3)SAM

## Właściwości psychoaktywne
Pierwsze badania nad psychoaktywnym działaniem dimetylotryptaminy prowadził Stephen Szára w latach 50. XX wieku, na grupie ochotników, wśród których znalazł się między innymi William S. Burroughs. Szára, który pracował dla National Institutes of Health wziął DMT jako obiekt swoich badań, po cofnięciu jego zamówienia na LSD w szwajcarskiej firmie farmaceutycznej Sandoz, spowodowanym obawami przed oddaniem za żelazną kurtynę silnej substancji psychoaktywnej, która mogłaby posłużyć jako broń.
Dimetylotryptamina jest potężną substancją psychoaktywną. Palona, wstrzykiwana, wciągana do nosa czy zażywana doustnie z MAOI powoduje silne enteogeniczne doświadczenie, które obejmuje wyraźne zmiany percepcyjne, euforię, intensywne efekty wizualne i halucynacje, mogące przedstawiać rzeczywiste obrazy.
Efekty działania DMT mogą obejmować zaburzenie odczuwania upływu czasu, halucynacje wzrokowe i słuchowe, wrażenia erotyczne oraz wiele innych, indywidualnych odczuć, których wyrażenie słowami jest trudne lub nawet niemożliwe. Profesor Alan Watts tak opisał efekty działania DMT: „Załaduj wszechświat do działa. Wyceluj w mózg. Strzelaj”.
W latach 1990–1995, psychiatra Rick Strassman prowadził badania nad DMT na University of New Mexico. 20% ochotników, którym podał iniekcyjnie wysokie dawki DMT doniosło, że miało kontakt zmysłowy z istotami pozaziemskimi.

## Efekty uboczne
Zgodnie z badaniami Ricka Strassmana DMT gwałtownie podnosi ciśnienie, przyspiesza puls, podnosi temperaturę ciała oraz stężenie we krwi beta-endorfin, kortykotropiny, kortyzolu, prolaktyny i hormonu wzrostu. Nie wpływa na zawartość melatoniny we krwi.

## Właściwości chemiczne
DMT jest pochodną tryptaminy, z dwiema grupami metylowymi podstawionymi przy atomie azotu. Została po raz pierwszy wyekstrahowana z Mimosa hostilis w 1946 roku przez brazylijskiego chemika-etnobotanika Gonçalves deLima, który nazwał tę substancję nigeryną. Otrzymana została jednak przez angielskiego chemika Richarda Manske w 1931 roku. Współcześnie najpopularniejsza metoda otrzymywania DMT to synteza Speetera-Anthony’ego, z indolu przy użyciu chlorku oksalilu, dimetyloaminy i glinowodorku litu:
Dimetylotryptamina zwykle używana jest jako zasada, jednak bardziej stabilna jest jako sól, na przykład fumaranowa, w formie soli jest też rozpuszczalna w wodzie. DMT w roztworze degraduje znacznie szybciej i powinna być przechowywana bez dostępu światła i powietrza, najlepiej w lodówce. Wykrystalizowana z rozpuszczalnika układa się w cienkie kryształowe igiełki.

## Stan prawny
ONZ zaleca posiadanie DMT tylko do celów naukowych i medycznych oraz obserwację międzynarodowego handlu nią. W Polsce znajduje się w wykazie środków odurzających w grupie I-P.